# Campionati austriaci di sci alpino 1983
I Campionati austriaci di sci alpino 1983 si svolsero a Bizau, Mellau e Schwarzenberg dal 17 al 20 febbraio; furono assegnati i titoli di discesa libera, slalom gigante, slalom speciale e combinata, sia maschili sia femminili.

## Risultati

### Uomini

#### Discesa libera
| Pos. | Atleta            | Nazione |
| ---- | ----------------- | ------- |
| 1    | Harti Weirather   | Austria |
| 2    | Peter Wirnsberger | Austria |
| 3    | Leonhard Stock    | Austria |

Località: Bizau

Data: 17 febbraio

#### Slalom gigante
| Pos. | Atleta              | Nazione |
| ---- | ------------------- | ------- |
| 1    | Hans Enn            | Austria |
| 2    | Christian Orlainsky | Austria |
| 3    | Franz Gruber        | Austria |

Località: Schwarzenberg

Data: 19 febbraio

#### Slalom speciale
| Pos. | Atleta          | Nazione |
| ---- | --------------- | ------- |
| 1    | Klaus Heidegger | Austria |
| 2    | Franz Gruber    | Austria |
| 3    | Helmut Gstrein  | Austria |

Località: Mellau

Data: 20 febbraio

#### Combinata
| Pos. | Atleta           | Nazione |
| ---- | ---------------- | ------- |
| 1    | Rudolf Stocker   | Austria |
| 2    | Joachim Buchner  | Austria |
| 3    | Meinhard Stocker | Austria |

Località: Bizau, Mellau, Schwarzenberg

Data: 17-20 febbraio

Classifica stilata attraverso i piazzamenti ottenuti
in discesa libera, slalom gigante e slalom speciale

### Donne

#### Discesa libera
| Pos. | Atleta             | Nazione |
| ---- | ------------------ | ------- |
| 1    | Veronika Wallinger | Austria |
| 2    | Sylvia Eder        | Austria |
| 3    | Lea Sölkner        | Austria |

Località: Bizau

Data: 17 febbraio

#### Slalom gigante
| Pos. | Atleta             | Nazione |
| ---- | ------------------ | ------- |
| 1    | Elisabeth Kirchler | Austria |
| 2    | Claudia Riedl      | Austria |
| 3    | Roswitha Steiner   | Austria |

Località: Schwarzenberg

Data: 18 febbraio

#### Slalom speciale
| Pos. | Atleta           | Nazione |
| ---- | ---------------- | ------- |
| 1    | Karin Buder      | Austria |
| 2    | Sylvia Eder      | Austria |
| 3    | Roswitha Steiner | Austria |

Località: Mellau

Data: 19 febbraio

#### Combinata
| Pos. | Atleta           | Nazione |
| ---- | ---------------- | ------- |
| 1    | Sylvia Eder      | Austria |
| 2    | Lea Sölkner      | Austria |
| 3    | Katrin Gutensohn | Austria |

Località: Bizau, Mellau, Schwarzenberg

Data: 17-19 febbraio

Classifica stilata attraverso i piazzamenti ottenuti
in discesa libera, slalom gigante e slalom speciale